# Robert Aldrich
Robert Burgess Aldrich (n. 9 august 1918 – d. 5 decembrie 1983) a fost un regizor, scenarist și producător de film american. Este notabil pentru filme ca Sărută-mă mortal (1955), The Big Knife (1955), Ce s-a întâmplat cu Baby Jane?  (1962), Secretul verișoarei Charlotte (1964), Pasărea Phoenix (1965), The Dirty Dozen (1967) sau Cea mai lungă pasă (1974).

## Filmografie selectivă

### Regizor
- 1953 Împătimiți de baseball (Big Leaguer)
- 1954 World for Ransom
- 1954 Apașul (Apache)
- 1954 Vera Cruz
- 1955 Sărută-mă mortal (Kiss Me Deadly)
- 1955 Cuțitul cel mare (The Big Knife)
- 1956 Frunze de toamnă (Autumn Leaves)
- 1956 Atacul (Attack)
- 1957 The Garment Jungle
- 1959 La zece secunde de iad (Ten Seconds to Hell)
- 1959 The Angry Hills
- 1961 Ultimul apus de soare (The Last Sunset)
- 1962 Sodoma și Gomora (Sodom and Gomorrah)
- 1962 Ce s-a întâmplat cu Baby Jane? (What Ever Happened to Baby Jane?)
- 1963 Patru pentru Texas (4 for Texas)
- 1964 Hush… Hush, Sweet Charlotte
- 1965 Pasărea Phoenix (The Flight of the Phoenix)
- 1964 Duzina de ticăloși (The Dirty Dozen)
- 1968 Cazul Lylah Clare (The Legend of Lylah Clare)
- 1968 Asasinarea sorei George (The Killing of Sister George)
- 1969 The Greatest Mother of Them All (scurtmetraj)
- 1970 Prea târziu pentru eroi (Too Late the Hero)
- 1971 Banda Grissom (The Grissom Gang) (regizor, producător)
- 1972 Ulzana's Raid
- 1973 Emperor of the North
- 1974 The Longest Yard
- 1975 Pe ascuns (Hustle)
- 1977 Twilight's Last Gleaming
- 1977 The Choirboys
- 1979 Rabinul și hoțul (The Frisco Kid)
- 1981 Luptătoarele (...All the Marbles)

### Actor
- 1967 Duzina de ticăloși (The Dirty Dozen) (și regizor)
- 1951 The Big Night, regia Joseph Losey  (Ringsider at Fight)
- 1955 Cuțitul cel mare (The Big Knife)
- 1956 Atacul (Attack)

### Scenarist
- 1959 La zece secunde de iad (Ten Seconds to Hell)
- 1963 Patru pentru Texas (4 for Texas)
- 1970 Prea târziu pentru eroi (Too Late the Hero)

### Producător
- 1954 World for Ransom
- 1955 Sărută-mă mortal (Kiss Me Deadly)
- 1962 Ce s-a întâmplat cu Baby Jane? (What Ever Happened to Baby Jane?)
- 1963 Patru pentru Texas (4 for Texas)
- 1964 Hush… Hush, Sweet Charlotte
- 1965 Pasărea Phoenix (The Flight of the Phoenix)
- 1968 Cazul Lylah Clare (The Legend of Lylah Clare)
- 1968 Asasinarea sorei George (The Killing of Sister George)
- 1969 The Greatest Mother of Them All (scurtmetraj)
- 1969 What Ever Happened to Aunt Alice?
- 1970 Prea târziu pentru eroi (Too Late the Hero)
- 1971 Banda Grissom (The Grissom Gang) (regizor, producător)

## Legături externe
- Robert Aldrich la CineMagia
- Robert Aldrich la Internet Movie Database
- Robert Aldrich la TCM Movie Database
- Robert Aldrich la Allmovie
- Robert Aldrich biography and credits  la Screenonline (British Film Institute)
- Robert Aldrich la Find a Grave
- Literature on Robert Aldrich